# Gyalidea praetermissa
Gyalidea praetermissa är en lavart som beskrevs av Foucard och Göran Thor. Gyalidea praetermissa ingår i släktet Gyalidea, och familjen Gomphillaceae. Arten är reproducerande i Sverige.